# Veláris hang
Veláris hangoknak nevezzük a szájüreg hátsó részében képzett beszédhangokat.
A veláris mássalhangzók képzési helye a lágyszájpadlás (nyelvészeti szakirodalomban ezt ínynek is nevezik, azonban ez megtévesztő lehet, ugyanis a fogíny is íny). Ilyen a magyar k és g, valamint a h az ihlet szóban. Ez utóbbi idegen nyelvekben (pl. német, görög, spanyol, szláv nyelvek stb.) gyakori, IPA jele [x]. Néhány nyelvben (pl. görög, spanyol) előfordul még veláris hangként a g lazább változata, a [ɣ] is.
A veláris magánhangzó, más néven mély magánhangzó, a nyelv hátsó részével képzett magánhangzó. Ide tartoznak az a, o, u-féle hangok, valamint a magyarban nem létező (nem fonémaértékű) „schwa” [ə] és az ún. „veláris i” [ɨ] (az előbbi a magyar ö és a közötti hangra emlékeztet, az utóbbi pedig megközelítőleg egy ajakkerekítés nélkül ejtett u).